# Sindet Anyar
Sindet Anyar is een bestuurslaag in het regentschap Probolinggo van de provincie Oost-Java, Indonesië. Sindet Anyar telt 1526 inwoners (volkstelling 2010).